# Макаров Олександр Федорович
Макаров Олександр Федорович  (рос. Александр Федорович Макаров, 11 лютого 1951) — радянський легкоатлет, олімпійський медаліст.

## Виступи на Олімпіадах
| Олімпіада   | Дисципліна    | Місце |
| ----------- | ------------- | ----- |
| Москва 1980 | метання списа | 2     |